# Ollinsaari (ö i Södra Savolax, S:t Michel, lat 62,07, long 26,96)
Ollinsaari är en ö i Finland. Den ligger i sjön Kyyvesi och i kommunen Sankt Michel i den ekonomiska regionen  S:t Michel och landskapet Södra Savolax, i den södra delen av landet, 240 km nordost om huvudstaden Helsingfors. Öns area är 1,2 hektar och dess största längd är 190 meter i sydöst-nordvästlig riktning.